# Einfeldwirtschaft
Einfeldwirtschaft ist ein landwirtschaftliches Bodennutzungssystem, bei dem nur eine Frucht – in Mitteleuropa meist Roggen – über Jahre auf demselben Feld angebaut wurde („ewiger Roggenanbau“). Es ist eine typische Landnutzung, die im Hochmittelalter entwickelt wurde. Sie war vor allem auf Eschfluren verbreitet, während auf Gewannfluren die ertragreichere Dreifelderwirtschaft Anwendung fand.
Die Einfeldwirtschaft, die in Nordwestdeutschland, Holland und im Osten bis zur Elbe verbreitet war, ist eine Anpassung an die landwirtschaftlichen Randbedingungen. In diesen Regionen waren viele Flächen für Ackerbau zu grundfeucht. Sie wurden als Allmende kooperativ bewirtschaftetes Grünland genutzt. Die wenigen geeigneten Ackeranbauflächen mussten mit Getreide bestellt werden.
Die Einfeldwirtschaft ging damit meist mit einer Plaggendüngung einher, bei der die humus- und nährstoffreichen oberen Bodenschichten der als Weide genutzten Flächen abgestochen und zur Düngung auf den Ackerbauflächen aufgebracht wurden. Dies führte auf den Weideflächen zu einer gravierenden Bodendegradierung. Auf diesen bildeten sich aufgrund des regenreichen ozeanischen Klimas und des sandigen Untergrundes meist Heiden.
Die Einfeldwirtschaft stellt daher eine sehr intensive Landnutzungsform dar. Extensiv bewirtschaftet wurde dagegen das Grünland.